# Princesse Jincheng
La princesse Jincheng (chinois : 金城公主 ; pinyin : Jīnchéng Gōngzhǔ ; tibétain : ཀིམ་ཤེང་ཁོང་ཅོ་, Wylie : Kyim-sheng Kung-co, THL : Kimsheng Khongcho), née en 698 et décédée en 739, est un membre de la famille impériale de la dynastie Tang. Elle est la fille de Li Shouli (en) (李守礼/李守禮, 672-741), un prince de la dynastie Tang.
D'après l'Ancien Livre des Tang, elle est mariée avec l'Empereur du Tibet Tridé Tsuktsen.
La légende raconte que la bosse que l'on voit sur la montagne de la Vallée des Rois, dans l'actuelle préfecture de Shannan, Région autonome du Tibet, abrite la sépulture de la princesse Jincheng.